# Kabinett Rumor V
Das italienische Kabinett Rumor V wurde am 14. März 1974 durch Ministerpräsident Mariano Rumor gebildet und befand sich bis zum 22. November 1974 im Amt. Es löste das vierte Kabinett Rumor ab und wurde durch das vierte Kabinett Moro abgelöst.

## Kabinett

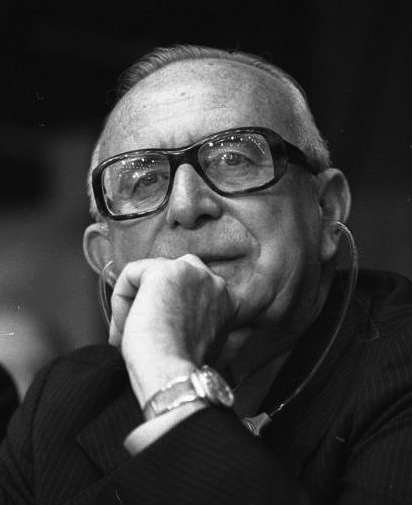
Mariano Rumor als Gast auf dem CDU-Bundesparteitag 1978

Dem Kabinett gehörten folgende Minister an:
| Amt | Name                  | Parlamentsmandat        | Anmerkungen                                                    |
| --- | --------------------- | ----------------------- | -------------------------------------------------------------- |
| Ministerpräsident | Mariano Rumor         | Camera dei deputati     |                                                                |
| Minister ohne Geschäftsbereich für die Organisation der öffentlichen Verwaltung und der Regionen                     | Luigi Gui             | Camera dei deputati     |                                                                |
| Minister ohne Geschäftsbereich für kulturelles Erbe und die Umwelt                                                   | Giuseppe Lupis        | Camera dei deputati     |                                                                |
| Minister ohne Geschäftsbereich für die Angelegenheiten der Regionen                                                  | Mario Toros           | Senato della Repubblica |                                                                |
| Minister ohne Geschäftsbereich für Sondermaßnahmen in Süditalien                                                     | Giacomo Mancini       | Camera dei deputati     |                                                                |
| Minister ohne Geschäftsbereich für die Beziehungen zum Parlament                                                     | Giovanni Gioia        | Camera dei deputati     |                                                                |
| Minister ohne Geschäftsbereich für die Koordinierung der Initiativen für wissenschaftliche Forschung und Technologie | Giovanni Pieraccini   | Senato della Repubblica |                                                                |
| Außenminister | Aldo Moro             | Camera dei deputati     |                                                                |
| Innenminister | Emilio Paolo Taviani  | Camera dei deputati     |                                                                |
| Justizminister | Mario Zagari          | Camera dei deputati     |                                                                |
| Minister für den Haushalt und Wirtschaftsplanung                                                                     | Antonio Giolitti      | Camera dei deputati     |                                                                |
| Finanzminister | Mario Tanassi         | Camera dei deputati     |                                                                |
| Schatzminister | Emilio Colombo        | Camera dei deputati     |                                                                |
| Verteidigungsminister                                                                                                | Giulio Andreotti      | Camera dei deputati     |                                                                |
| Minister für öffentlichen Unterricht                                                                                 | Franco Maria Malfatti | Camera dei deputati     |                                                                |
| Minister für öffentliche Arbeiten                                                                                    | Salvatore Lauricella  | Camera dei deputati     |                                                                |
| Minister für Landwirtschaft und Forsten                                                                              | Antonio Bisaglia      | Camera dei deputati     |                                                                |
| Minister für Verkehr und Zivilluftfahrt                                                                              | Luigi Preti           | Camera dei deputati     | Am 14. August 1974 wurde das Amt in Verkehrsminister umbenannt |
| Minister für Post und Telekommunikation                                                                              | Giuseppe Togni        | Senato della Repubblica |                                                                |
| Minister für Industrie, Handel und Handwerk                                                                          | Ciriaco De Mita       | Camera dei deputati     |                                                                |
| Minister für Arbeit und Sozialversicherung                                                                           | Luigi Bertoldi        | Camera dei deputati     |                                                                |
| Außenhandelsminister                                                                                                 | Matteo Matteotti      | Camera dei deputati     |                                                                |
| Minister für die Handelsmarine                                                                                       | Dionigi Coppo         | Senato della Repubblica |                                                                |
| Minister für staatliche Beteiligungen                                                                                | Antonio Gullotti      | Camera dei deputati     |                                                                |
| Gesundheitsminister                                                                                                  | Vittorino Colombo     | Camera dei deputati     |                                                                |
| Minister für Tourismus und Veranstaltungen                                                                           | Camillo Ripamonti     | Senato della Repubblica |                                                                |